# Gilda Abreu
Gilda de Abreu (Paris, 23 de setembro de 1904 — Rio de Janeiro, 4 de junho de 1979) foi uma cineasta, atriz, cantora, escritora e radialista franco-brasileira.

## Biografia

Em 1955.

Gilda de Abreu nasceu na França em 23 de setembro de 1904, sua mãe era uma cantora lírica portuguesa e seu pai um médico e diplomata. Filha de família burguesa e católica, foi batizada aos 4 anos de idade no Brasil, para onde só retornou com o início da primeira guerra mundial, dez anos depois. No Brasil, morava na Tijuca bairro do Rio de Janeiro com seus avôs, sendo educada nos moldes europeus e passando por colégios de elite.
Em 1922, já com dezoito anos ingressou no Instituto Nacional de Música no Rio de Janeiro, formando-se em 1927 em canto lírico com medalha de ouro. Gilda iniciou então sua carreira como cantora lírica, nesse período, mesmo sendo apaixonada por teatro não protagonizou nenhuma peça até o falecimento de seu pai e avô. A carreira teatral na época era muito mal vista, devido a parte das atrizes serem também acompanhantes. Logo, para uma família burguesa da época era um absurdo Gilda ingressar nesse ramo.
Em 1933 estreia a primeira opereta protagonizada por ela, “A canção brasileira”, para essa mesma opereta escreveu um ato “A princesa esfarrapada ou A princesa maltrapilha” acrescentado no dia 25 de abril de 1933. Após “A canção brasileira”, nesse mesmo ano protagonizou “Maria” de Viriato Corêa, “A Casa Branca” de Freire Júnior, “A Cantora do rádio” e “Jurity” também de Viriato Corêa.
Casou-se aos 29 anos no dia 25 de setembro de 1933 com Vicente Celestino, com quem contracenou em "A canção Brasileira". A escolha da data, uma segunda-feira, deu-se sobretudo pelo fato de que durante o fim de semana eles tinham apresentações em muitos horários o que tornava quase impossível a realização do casamento, e mesmo a cerimônia ocorrendo na segunda feira, ao seu término o casal foi trabalhar. Gilda permaneceu casada com Vicente até a morte dele em 1968 e nunca tiveram filhos.

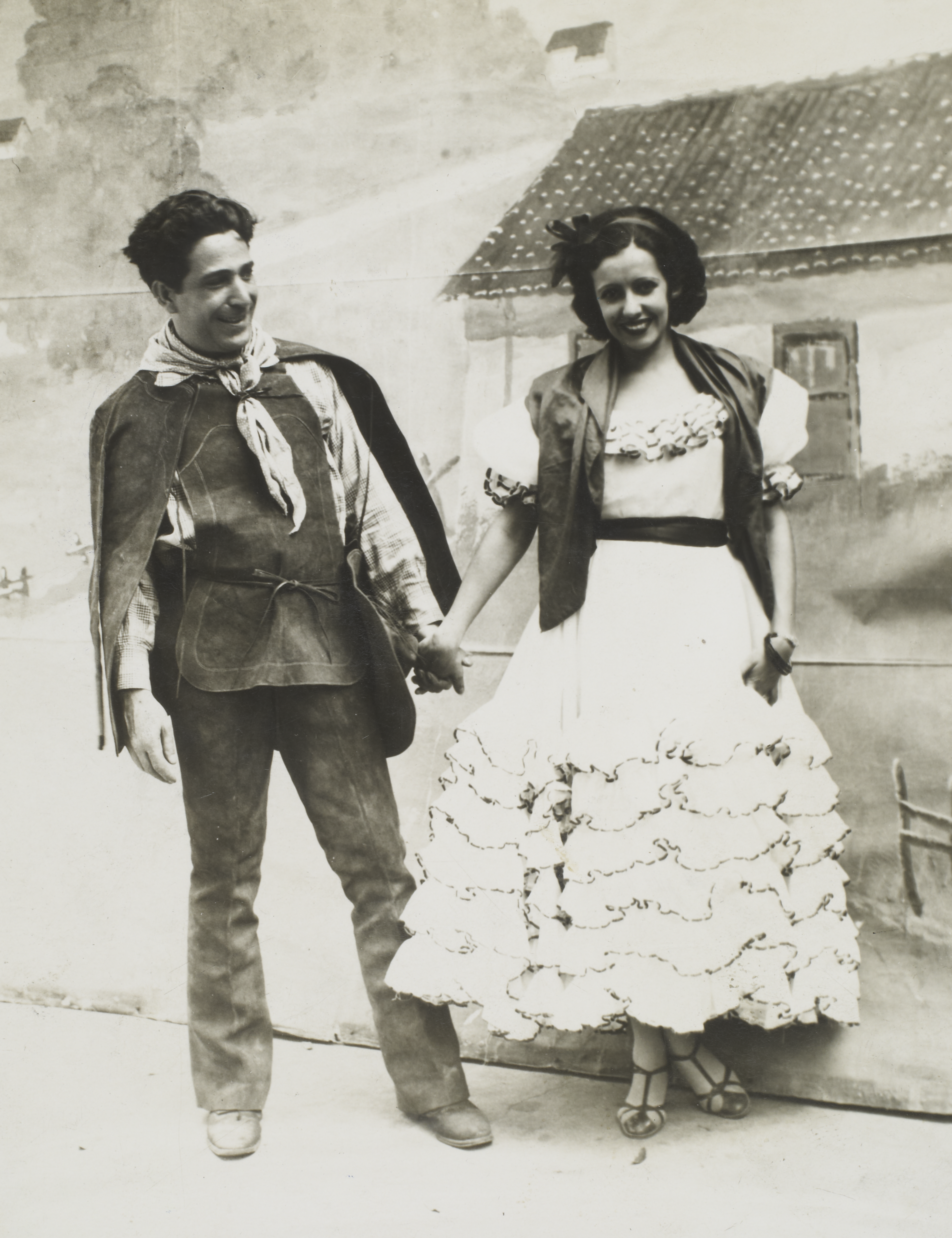
Gilda Abreu com Vicente Celestino, 1933.

Em 1936, Gilda estreia no cinema com o filme "Bonequinha de Seda", dirigido por Oduvaldo Vianna. O filme foi de grande impacto na vida da atriz, devido ao fato de ter sido inspirado e pensado para que Gilda o interpretasse, existem, inclusive, cenas quase biográficas de sua vida no filme. Bonequinha de seda foi de extrema significação para o cinema brasileiro sendo visto como um ponto de retomada dos filmes de qualidades feitos no Brasil, além da exibição no Cine Palácio foi exibido em alguns outros países como Argentina, Chile, Portugal e Uruguai.
No início da década de 40, com o sucesso das radionovelas, Gilda passa a escrevê-las. Para a Rádio Nacional escreve "Mestiça", "Aleluia", "A Cigana", "Pinguinho de gente", e outras, além de escrever "Alma de palhaço" para a Rádio Tamoio. Ainda na década de 40, mais especificamente em 1945 começou a trabalhar no filme, do qual seria diretora, "O Ébrio" obtendo um enorme sucesso de bilheteria. Gilda de Abreu foi a terceira mulher a dirigir um filme no Brasil.
Em 1947 junto com a Cinédia iniciou as filmagens de seu segundo filme "Pinguinho de Gente", este não obteve tanto sucesso quanto o primeiro. Seu terceiro filme foi "Coração Materno", adaptação de uma canção de Vicente que também não foi bem recebido pela crítica. Com o fracasso do filme, Gilda adoece e passa a se dedicar à escrita, escrevendo poemas, radionovelas e até contribuindo com roteiros.
Em 1968 Vicente faleceu vítima de um infarto fulminante e em 1977 ela filma "Canção de Amor", um curta em homenagem ao falecido marido. Nesse mesmo ano se casa com o professor José Spintto e posteriormente, entre 1977 e 1979 funda o Centro Cultural Artístico Nícia Silva em homenagem a sua mãe. No dia 4 de julho de 1979 Gilda Abreu morre devido a uma trombose cerebral, esta já estava Internada no hospital desde 3 de maio desse mesmo ano. Foi sepultada no Cemitério de São João Batista, em Botafogo, zona sul do Rio de Janeiro.

### Década de 1930
A década de 30 iniciou com acontecimentos históricos importantes que vieram, mais tarde, influenciar também o cinema. A Revolução de 30, que pôs fim à República Oligárquica, antecedeu o primeiro governo de Getúlio Vargas (1930-1937), em que houve uma grande expansão da industrialização. Nesse cenário, em que várias cidades se desenvolveram economicamente, surgiu o desejo por uma parcela da burguesia e da classe média urbana de reproduzir no país um estilo de vida europeu. Assim, empresários voltados para o entretenimento, inspirados no modelo de produção norte-americano, tentaram construir estúdios, contratar pessoal técnico e importar maquinário estrangeiro. O cinema brasileiro foi impulsionado pela introdução do filme sonoro e pela melhoria das condições técnicas. O primeiro filme sonoro nacional foi a comédia "Acabaram-se os Otários" (1929), produzido em São Paulo, dirigido por Luiz de Barros.
Na década de 30, novos estúdios surgiram em São Paulo e no Rio como a Épica Film, de César Melani e Cléo de Verberena, e a Cinédia, de Adhemar Gonzaga, respectivamente. A Épica Film realizou apenas um filme, "O mistério do Dominó Preto" (1930), enquanto a Cinédia, com uma proposta de produzir cinema nacional com a qualidade dos estúdios americanos, produziu em seus primeiros anos "Lábios sem Beijos" (1930), sob direção de Humberto Mauro, recém-chegado ao Rio de Janeiro, Mulher (1931), de Octávio Gabus Mendes e "Ganga Bruta" (1933), de Humberto Mauro. Os filmes fracassaram e então, a Cinédia se associou a Waldow Filmes e produziu mais alguns filmes. Esses possuíam grande apelo comercial, pois contavam com sucessos do rádio como Carmen Miranda, Mário Reis, entre outros.
Também surgia nessa época a Brasil Vox Film, que em 1935 mudou de nome para Brasil Vita Filme, e realizou o longa-metragem de ficção "Favela dos Meus Amores", de Humberto Mauro e Carmen Santos, os estúdios da Sonofilms, que dedicaram sua produção para chanchadas.

### Estreia no cinema
Oduvaldo, diretor responsável pela estreia de Gilda no cinema, também começou a carreira cinematográfica na década de 30, quando recebeu em 1935 uma proposta de Wallace Downey de dirigir “Na Batucada da Vida”. Mas a produção, sob comando dos estúdios da Cinédia, foi interrompida. Assim, Oduvaldo escreveu o roteiro com um novo nome, “Bonequinha de Seda”, pensando na estrela, a própria Gilda.
Sua estreia não foi fácil, já que precisou se adaptar a linguagem cinematográfica e ao meio, chegando a passar por uma cirurgia plástica nas maçãs do rosto para de adequar aos padrões fotogênicos da época. Seu sotaque também foi um obstáculo, pois a personagem do filme interpretada por ela era uma brasileira que fingia ser francesa, e ainda, a aparelhagem técnica também não a deixava à vontade.
A personagem que ganhou vida através de Gilda era Marilda, representante da burguesia, educada a partir dos cinco anos em Paris. "Bonequinha de Seda" foi um sucesso, rendeu mais de 700 milhões e foi visto por mais de 200 mil pessoas, chegou até mesmo a ser elogiado pelo presidente Getúlio Vargas. A interpretação de Gilda também seguiu o mesmo parâmetro de elogios. A atriz, que também escreveu a música tema do filme e dirigiu a cena musical em que canta uma ária da ópera "Lucia di Lammermoor", se consolidava como artista.
Com tanto sucesso, a Cinédia pode investir e diversificar suas produções seguintes e Oduvaldo iniciou o roteiro de "Alegria", que também seria estrelado por Gilda de Abreu. Mas por causa de desentendimentos internos, que chegou a envolver uma longa batalha judicial de Oduvaldo contra a Cinédia, a produção foi interrompida. Gilda ficou muito abalada com o ocorrido e se mostrou desiludida com o cinema brasileiro. Uma publicação da Folha da Noite afirmava que a atriz “Não trabalhará mais no cinema nacional, a menos que Oduvaldo Vianna, que hoje se encontra em franca atividade na Argentina, volte ao nosso país, o que julga bastante difícil".

### Retorno ao teatro
Gilda de Abreu e Oduvaldo trabalharam juntos novamente em 1939, desta vez na opereta "Mizú", que marcou o retorno da atriz para os palcos. Estreada sem divulgação em 15 de julho, pela Companhia Irmãos Celestino, de seu marido Vicente, a peça contava a história do brasileiro Raul, negociante de pérolas na China. Mizú, interpretada por Gilda, lutava na China contra a ocupação japonesa e para fugir dos soldados japoneses embarcou em um navio para o porto do Rio de Janeiro, onde conhece Raul e se sensibilizada com sua história. Infelizmente, a obra escrita por Oduvaldo foi um fracasso.
A atriz então se afastou dos palcos mais uma vez e passou a empresariar a carreira do marido, a fim de conquistar a independência financeira do casal. Vicente Celestino encerrou a sociedade com seus irmãos na Companhia e abriu com a esposa a Companhia Vicente Celestino e Gilda de Abreu. A partir disso Gilda dedicou-se à carreira de autora teatral e escreveu em parceria com Luiz Iglesias a comédia "Olhos de Veludo" (1944). A peça, musicada por Vicente, aborda a diferença de classes e comportamentos falsos e desonestos, que são superados pelo amor.
Gilda também escreveu “O anfitrião ou Júpiter e Alemena” (1947), a peça infantil “A bonequinha de piche” (s/d), o drama “Mestiça” (1944), e a opereta “A patativa” (1950), em parceria com Ercole Varetto e Vicente Celestino.

### Primeiro filme como diretora: O Ébrio
Entre junho de 1941 e maio de 1943, Gilda se dedicou as radionovelas, escrevendo para a Rádio Nacional e para Rádio Tamoio. Para a primeira, escreveu "Mestiça" (s/d), "Aleluia", "A Cigana" (s/d), "Sorri e o mundo será teu" (s/d), "Pinguinho de Gente" (s/d) e "Coração Materno" (s/d). Para a segunda estação, "Alma de Palhaço" (s/d).

Vicente Celestino no filme O Ébrio, 1946.

O retorno ao cinema de Gilda veio com o desejo em dirigir um curta. Sua intenção inicial era de fazer a película realizada por ela e tendo como produtor e protagonista seu marido, o cantor Vicente Celestino. Entretanto Adhemar Gonzaga não pareceu animado com o projeto e o rejeitou, contrariando a promessa feita a atriz anos antes. Gilda de Abreu não desiste e propõe um novo projeto: adaptação do livro de José de Alencar, "A Viuvinha" (1857). A película estava em processo de produção, porém Gongaza, novamente, recusa, dessa vez alegando o alto custo visto que seria um filme de época. O dono da Cinédia, então, sugeriu a filmagem da peça "O Ébrio", que agradou os dois lados visto que era rentável e com apelo popular, além de realizar a vontade da atriz de ver seu marido estrear nas telas.
Baseada na canção composta e gravada por Vicente Celestino, em 1936, "O Ébrio" foi um sucesso comercial e por consequente, sucesso no teatro em 1942. A adaptação e a direção teatral foram feitas por Gilda.
No longa-metragem, Gilda e Vicente entraram como coprodutores e a Cinédia com os recursos técnicos. A atriz ficou com a direção e o roteiro da película, sendo este último um desafio para ela que estava acostumada a escrever adaptações teatrais, radionovelas e peças. As gravações duraram oito meses, começando em 26 de agosto de 1945 e finalizando em 18 de março de 1946. Os principais problemas foram relacionados aos horários de gravação e falta de filme virgem.
A estreia do filme foi no dia 28 de agosto de 1946 no Rio de Janeiro e foi um grande sucesso, com 530 cópias tiradas e com apenas duas semanas de exibição foi possível reaver o investimento e pagar o déficit financeiro, material e pessoal. Além de ter sido um sucesso de críticas nas principais revistas sobre cinema da época, como a CineArte e a Fon Fon. O lucro da película foi financeiramente positivo para a Cinédia, que prometeu um segundo filme para Gilda, iniciando assim a pré-produção de Pinguinho de Gente.

### Pinguinho de Gente
Em 13 de Dezembro de 1946, Gilda, mesmo em férias, não deixou seu projeto de lado e começou a enviar cartas a Adhemar Gonzaga sobre a película. O período de pré-produção foi conturbado. Em sua primeira carta, a diretora, que estava cuidando dos detalhes, fez referência ao uso de grua de ferro e não obteve respostas. Em uma segunda carta, contou sobre mais detalhes técnicos e problemas com o fotógrafo Afrodisio Castro. Insistiu ainda mais na grua e pediu apoio a Gonzaga, que se sentiu pressionado após o sucesso da primeira película de Gilda.
As filmagens iniciaram-se em 22 de abril de 1947 e terminaram em 16 de fevereiro de 1948, durando assim, 9 meses. Há ainda filmagens adicionais em 19 de agosto de 1949. Assim como na pré-produção, as gravações não foram tranquilas. Sendo a parte financeira o principal problema, os desentendimentos entre Adhemar e Gilda pioraram, já que os custos do filme estavam cada vez maiores. Os bilhetes endereçados a Gongaza aumentaram com reclamações de pagamentos em aberto, salários atrasados, lembrando-o de seu investimento no filme (suas joias estavam penhoradas para conseguir dinheiro) e cobrando os lucros de "O Ébrio".
No Rio de Janeiro a estreia foi em 2 de outubro de 1949 e em São Paulo, dia 10 de abril de 1950. A recepção da crítica não foi boa, o que foi uma decepção, pois foi o longa-metragem foi o de maior orçamento da Cinédia.

### Adeus ao cinema
Em 1950, Gilda de Abreu preparava a adaptação para o cinema de mais uma música de Vicente Celestino, "Coração Materno". A diretora tinha sido a responsável pela adaptação teatral em 1947 e os atores seriam os mesmos que participaram do espetáculo, sendo a única exceção a própria Gilda no papel principal.
Com a Cinédia não disposta a produzi-lo, Affonson Campiglia da Filmoteca Cultural associou-se a Gilda após ela o procurá-lo. As gravações foram tranquilas, obtendo problemas apenas nas locações, como o Jardim Botânico, devido a dependência da luz natural.
A película estreou dia 7 de maio de 1951 e não obteve grande sucesso de críticas, o que deixou a diretora decepcionada. O público também não aceitou bem, uma vez que já estava acostumado com o padrão Vera Cruz e com as chanchadas da Atlântida.

### Dedicação à literatura
Após o fracasso de "Coração Materno", Gilda de Abreu afastou-se da direção e produção cinematográfica e dedicou-se a escrever romances, novelas radiofônicas e a contribuir com roteiros para o cinema brasileiro.
Na década de 40, escreveu "A Mestiça" por sugestão de seu marido. Gilda adaptou para peça e chegou a escrever um roteiro, mas não teve a oportunidade de gravá-lo. Nos anos 70, Letita Perroy pediu a autorização para filmá-lo e juntas reescreveram o roteiro, e o longa foi lançado em 1974.
Em 1955, a escritora desenvolve o argumento de "Chico Viola Não Morreu", dirigido por Roman Viñoly Barreto. Publicou os romances anteriormente escritos para o rádio, como "O Ébrio" e "Pinguinho de Gente" e também escreveu dois livros para o setor infantil: o romance "As Aventuras de Nanico" e o livro de contos "Arca de Noé".

## Filmografia

### Atriz
| Ano  | Título             | Personagem |
| ---- | ------------------ | ---------- |
| 1936 | Bonequinha de Seda | Marilda    |
| 1951 | Coração Materno    | Senhora    |

### Parte Técnica
| Ano  | Título                       | Diretora | Roteirista | Produtora | Editora |
| ---- | ---------------------------- | -------- | ---------- | --------- | ------- |
| 1946 | O Ébrio                      | Sim      | Sim        | Sim       | Não     |
| 1949 | Pinguinho de Gente           | Sim      | Sim        | Não       | Sim     |
| 1951 | Coração Materno              | Sim      | Sim        | Sim       | Não     |
| 1955 | Chico Viola Não Morreu       | Não      | Sim        | Não       | Não     |
| 1973 | Mestiça, a Escrava Indomável | Não      | Sim        | Não       | Não     |
| 1977 | Canção de Amor               | Sim      | Sim        | Não       | Não     |